# Ernst von Heynitz (General)

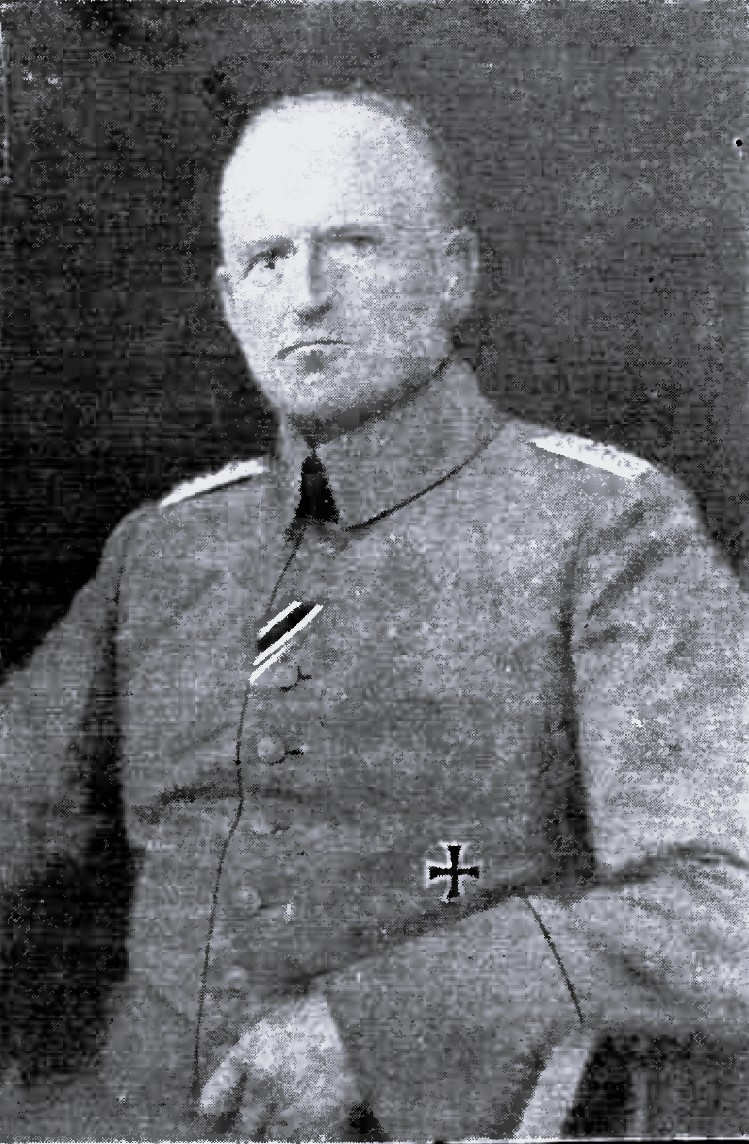
Ernst von Heynitz

Wappen derer von Heynitz

Ernst Gustav Erdmann von Heynitz (* 16. Juni 1863 in Liegnitz; † 28. Mai 1927 in Lübeck) war ein preußischer Generalmajor.

## Leben

### Herkunft
Ernst entstammte dem meißnischen Uradelsgeschlecht von Heynitz. Er war der Sohn des preußischen Oberstleutnants Ernst Rudolf Erdmann von Heynitz (1833–1904), zuletzt Kommandeur des Landwehrbezirks Neustrelitz, und dessen Ehefrau Anna Friederike Auguste, geborene Brandt von Lindau (1840–1924).

### Militärkarriere
Heynitz besuchte das Gymnasium in Fulda sowie die Kadettenanstalten in Bensberg und Groß-Lichterfelde. Am 16. April 1881 wurde er als Portepeefähnrich dem Westpreußischen Füsilier-Regiment Nr. 37 der Preußischen Armee in Krotoschin überwiesen. Dort avancierte Heynitz am 15. November 1881 mit Patent vom 18. Oktober 1881 zum Sekondeleutnant. Auf ein halbes Jahr war er zur Zentralturnanstalt kommandiert und wurde am 16. August 1887 mit Wirkung zum 1. Oktober als Kompanieoffizier bei der Unteroffizierschule in Potsdam verwendet. Unter Belassung in diesem Kommando erfolgte am 14. Juni 1890 mit der Beförderung zum Premierleutnant seine Versetzung in das 2. Hanseatische Infanterie-Regiment Nr. 76. Vom 1. November 1892 bis zum 30. Oktober 1893 war Heynitz als Adjutant beim Landwehrbezirk Neustrelitz und anschließend in gleicher Funktion beim Landwehrbezirk Hamburg tätig. Mit seiner Beförderung zum Hauptmann wurde er am 13. Mai 1895 in das 3. Magdeburgische Infanterie-Regiment Nr. 66 versetzt und Mitte Dezember 1895 zum Kompaniechef ernannt. Unter Stellung à la suite des Regiments kam Heynitz am 18. August 1901 als Kompanieführer an die Unteroffizierschule in Potsdam. Daran schloss sich vom 1. April 1905 bis zum 26. Januar 1907 eine Verwendung als Kompaniechef im Infanterie-Regiment „Lübeck“ (3. Hanseatisches) Nr. 162 an. Anschließend zum Major befördert und dem Regiment aggregiert, trat Heynitz am 18. Mai 1907 zum Regimentsstab über. Kurzzeitig fungierte er als Kommandeur der Unteroffiziervorschule in Weilburg und wurde am 19. November 1909 zum Kommandeur des I. Bataillons im Infanterie-Regiment „Lübeck“ (3. Hanseatisches) Nr. 162 ernannt. In dieser Eigenschaft avancierte er am 18. April 1913 zum Oberstleutnant und trat am 1. Oktober 1913 zum Regimentsstab über.
Mit der Mobilmachung bei Ausbruch des Ersten Weltkriegs wurde Heynitz am 1. August 1914 zum Kommandeur des Reserve-Infanterie-Regiments Nr. 76 ernannt. Mit diesem Verband marschierte er zu Kriegsbeginn in das neutrale Belgien ein und nahm an der Zerstörung Löwens teil. Ein Ereignis, das zu den schlimmsten deutschen Kriegsverbrechen des Ersten Weltkriegs zählt. Danach rückte sein Regiment nach Frankreich vor, nahm an der Schlacht bei Noyon teil und ging westlich von Roye-Noyon in den Stellungskrieg über. Bei Bethancourt wurde Heynitz durch einen Brust- und Hüftschuss schwer verwundet. Er musste daraufhin sein Kommando abgeben und wurde zu den Offizieren von der Armee überführt. Nach seiner Genesung erhielt Heynitz am 24. Dezember 1914 wieder das Kommando über das Regiment. Ausgezeichnet mit beiden Klassen des Eisernen Kreuzes wurde er am 18. April 1915 zum Oberst befördert. Während des ganzen Krieges befand er sich an der Westfront. Er kämpfte im Artois und an der Somme. Für seine Leistungen erhielt Heynitz das Hanseatenkreuz der Stadt Lübeck sowie am 13. September 1916 den Kronenorden II. Klasse mit Schwertern.
Am 20. November 1916 wurde er zum Kommandeur der 85. Reserve-Infanterie-Brigade ernannt. Mit dieser kämpfte er an der Yser, vor Verdun, in der Champagne, in den Argonnen, in Flandern und wieder an der Somme. Heynitz wurde am 15. Juli 1918 zum Generalmajor befördert und hatte vom 1. bis zum 21. Oktober 1918 das Kommando über die 30. Landwehr-Infanterie-Brigade. Nach einer kurzzeitigen Versetzung zu den Offizieren von der Armee, fungierte er ab dem 6. November 1918 als Kommandeur der 34. Landwehr-Infanterie-Brigade, bis Heynitz schließlich nach Kriegsende am 21. Februar 1919 zum Kommandeur des Auflösungsstabes der 81. Infanterie-Brigade ernannt wurde. Von dieser Stellung wurde er am 1. Oktober 1919 enthoben und am 16. Dezember 1919 mit Pension aus dem aktiven Dienst verabschiedet.
Nach dem Kriege widmete er sich dem Kriegervereinswesen. Er war erster Vorsitzender des Offizier-Vereins Regiment Lübeck sowie erster Vorsitzender der Ortsgruppe Lübeck vom Nationalverband Deutscher Offiziere (kurz „N. D. O.“). Heynitz arbeitete in der Kriegsgräberfürsorge, für die Kriegsblinden, in Ortsgruppe Lübeck Deutschen Adelsgenossenschaften und war aktiv in den kameradschaftlichen Vereinen der 76er und 162er.
Im Denkmals-Ausschuss für das zum Gedenken an die im Weltkrieg Gefallenen des Regiments zu erschaffenden Ehrenmals, Helm ab zum Gebet, war v. Heynitz der Vorsitzende, Bürgermeister Neumann und der General der Infanterie von Morgen die Ehrenvorsitzenden.

### Beisetzung

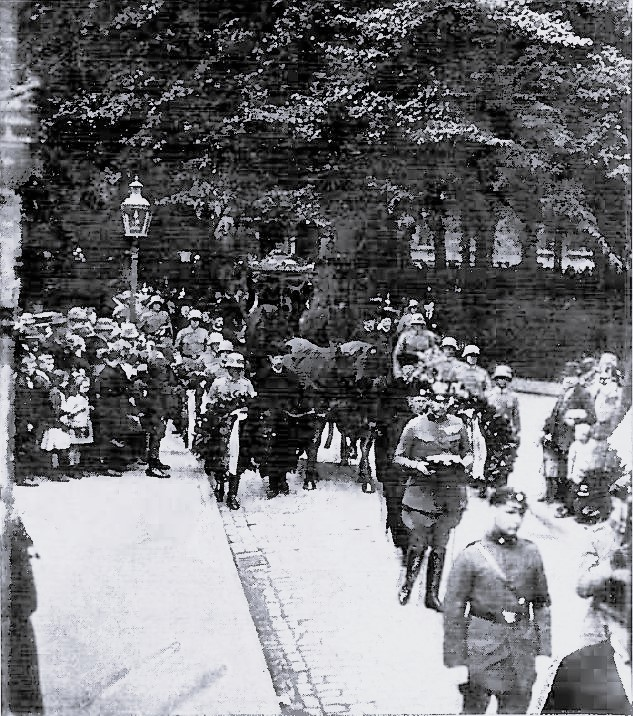
Trauerzug im Fegefeuer

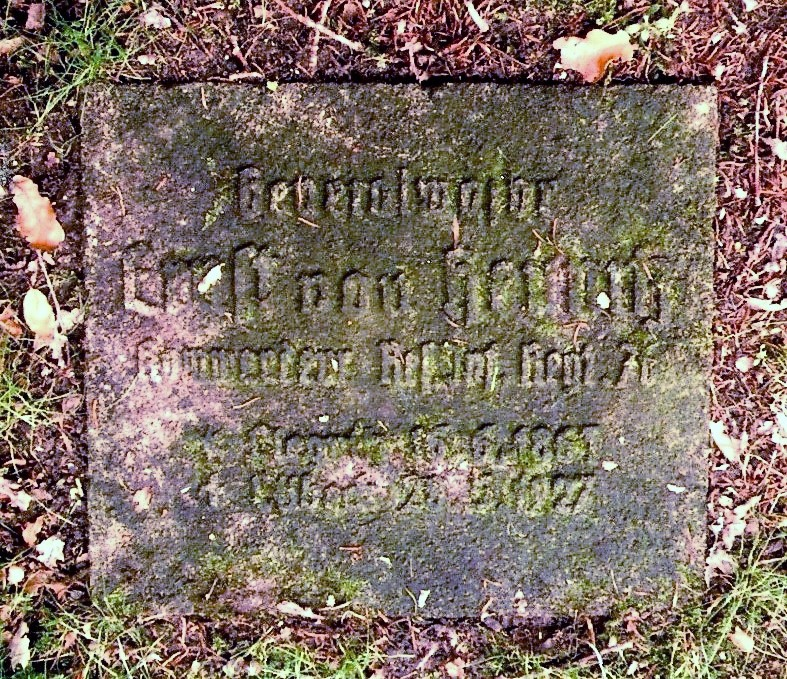
Grabstein

Mit Heynitz war einer der am meisten geschätzten Offiziere des einstigen Lübecker Regiments verstorben. Bei seinen Trauergottesdienst am 2. Juni 1927 im Dom, der ehemaligen Garnisonkirche des Lübeckischen Regiments, erschienen unter anderen Nikolaus von Oldenburg, der letzte Erbgroßherzog von Oldenburg mit dem Fürstentum Lübeck, die Generale der Infanterie Walter von Bergmann, seit 1925 Chef des Folgeregiments in der Reichswehr, und Curt von Morgen, letzter Kommandeur der 81. Infanterie-Brigade im Frieden, Vertreter von Jugendorganisationen, Vertreter aller Vereine der 76er und 162er, sowie zahlreiche behördliche Vertreter. Zwei Offiziere des einstigen Regiments 162 hielten in dessen Uniform zur Zeit des Friedens zu Seiten seines mit Degen, Helm und Kränzen geschmückten Sarg die Ehrenwache.
Die Orgel spielte, zum Teil vom Bläserchor der Regimentskapelle begleitet, einleitend den Choral Jesus, meine Zuversicht, dem das Largo von Georg Friedrich Händel folgte. Die Predigt hielt der, ihm auch im Leben nahestehende, Hauptpastor Balcke. Er legte ihr den Vers: Jetzt sieht man das Licht nicht, dass vom Himmel hell leuchtet, wenn aber der Wind weht, so wird es klar (Ijob 37,21 ) zugrunde und erwähnte, dass Heynitz, als er am Tag seines Todes die Nachricht vom plötzlichen Tode des früheren Kriegsministers Hermann von Stein las, äußerte, dass er sich einen solchen Tod auch einmal wünschte. Als er seiner ältesten Tochter, deren Hochzeit er demnächst im Dom feiern wollte, aus den Erinnerungen des Kaisers über den Tod Friedrichs vorlas, erlitt er einen Herzschlag. Bei der Aussegnung senkten sich die Fahnen der Kameradschaften auf den Sarg, und die Orgel spielte: „Ach bleib mit deiner Gnade“
Nachdem der Trauerzug den Dom durch das Paradies in das Fegefeuer verlassen hatte, begleiteten ihn bis zum Ehrenfriedhof Klänge von Trauermärschen. Hinter der Kapelle eröffneten die Fahnenabordnungen der ehemaligen 76er und 162er den Zug gefolgt von einem Offizier, der das Ordenskissen mit den zahlreichen Ehrenzeichen trug. Vor und an den Seiten des Wagens trugen Soldaten der Reichswehr die Kränze. Dem Sarg folgten zuerst die Angehörigen des Generals, dann die ihm Nahestehenden.
Auf dem Ehrenfriedhof wurde der Sarg zum letzten Rondell getragen und, während die Kapelle Ich bete an die Macht der Liebe spielte, versenkt. Balcke hob hervor, dass es Heynitz' letzter Wunsch gewesen sei, dort begraben zu werden. Die Gewehrsektion der Kameradschaft 1914-18 feuerte zu dem gedämpft von der Kapelle gespielten Ich hatt’ einen Kameraden drei Ehrensalven ab.
Für den „N. D. O.“ und den „Bund der 76er“ legte Generalleutnant v. Paaschen je einen Kranz nieder. Oberstleutnant Otto Dziobek, zu Beginn des Krieges ebenso wie Heynitz Infanterist im 162., wurde auch er zum Kommandeur des Reserveregimentes der 76er, würdigte ihn im Namen der jener und betonte, dass Heynitz' Name untrennbar mit den großen Taten des Regiments im Weltkrieg verbunden sei. Der Major a. D., Eberhard Goetze, dankte abschließend im Namen des Offiziervereins des Regiments „Lübeck“.

### Familie

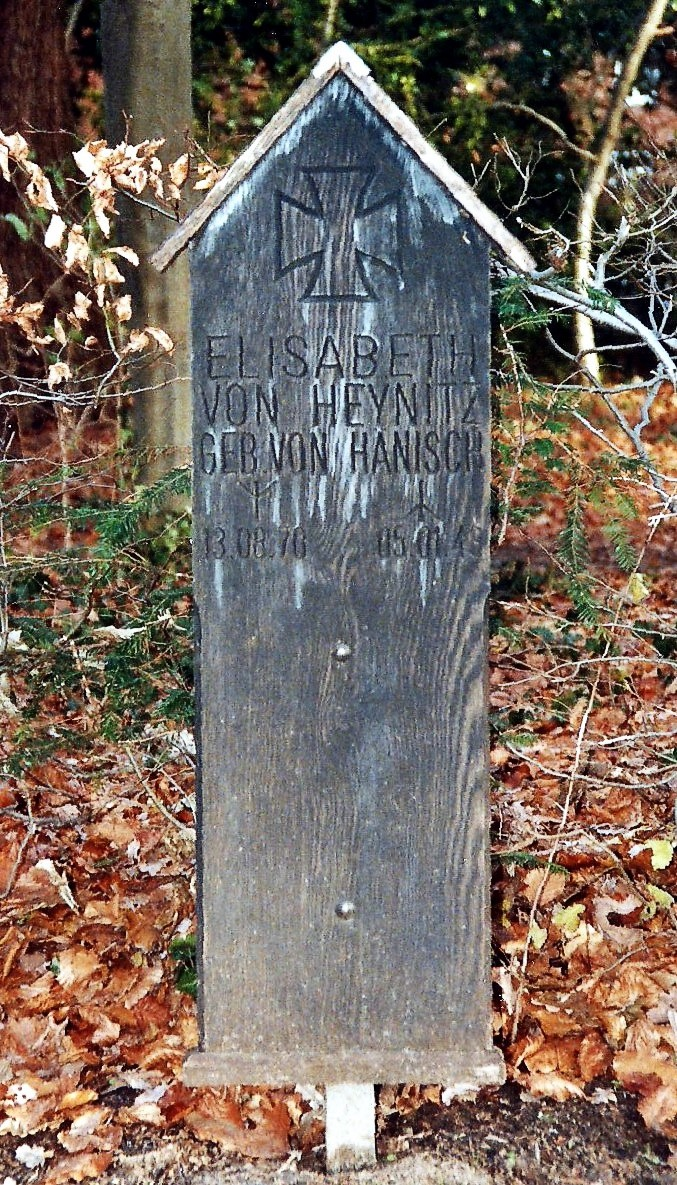

Heynitz heiratete am 4. Januar 1898 in Berlin Elisabeth von Hänisch (1870–1943), die Tochter des preußischen Generals der Kavallerie Carl von Hänisch (1829–1908) und dessen Ehefrau Laura, geborene von Hippel. Aus der Ehe gingen folgende Kinder hervor:
- Erdmann (1900–1918), fiel als Leutnant im 1. Garde-Regiment zu Fuß bei Crécy-au-Mont
- Eberhard (1902–1978) ⚭ 1934 Hildegard Rehrmann (1913–1983)
- Erna (* 1904) ⚭ 1927 Rudolf Volger (1895–1975)
- Elfriede (* 1906) ⚭ 1930 Lamor von Trotha (1894–1988)
- Ellen (1909–1993)
- Eckhart (1911–1944), gefallen ⚭ 1941 Ulrike Agnete von Kügelgen (1916–1990)

Seine Kinder schickte Heynitz in Lübeck auf das Realgymnasium. Als Elisabeth 1943 verstarb, wurde auch sie auf dem Ehrenfriedhof beigesetzt, jedoch nicht bei ihrem Mann im Kriegerrondell. Stattdessen liegt sie in einem der drei für den Zweiten Weltkrieg angelegten Grabfeldern, und zwar in dem für die Opfer des Luftangriffs auf Lübeck.

## Verweise